# Tsegmed Batchuluun
Tsegmed (ou Cegmed) Batchuluun est un joueur d'échecs mongol né le 4 février 1987 à Oulan-Bator.

## Biographie
Grand maître international depuis 2012, il a remporté le championnat de Mongolie à quatre reprises (en 2006, 2010, 2012 et 2017).
Au 1er février 2018, il est le premier joueur mongol avec un classement Elo de 2 561 points.
En 2017, il finit à la 3e place ex æquo du tournoi Masters d'Abou Dabi avec 6,5 points sur 9. Lors de la Coupe du monde d'échecs 2017, il fut éliminé au premier tour par Michael Adams (1-1 en parties longues et 0,5-1,5 lors du départage en parties rapides).
Il a représenté la Mongolie lors de cinq olympiades : en 2006, 2010, 2012, 2014 et 2016,.